# Cribrolecanium radicicola
Cribrolecanium radicicola är en insektsart som beskrevs av Green 1921. Cribrolecanium radicicola ingår i släktet Cribrolecanium och familjen skålsköldlöss. Inga underarter finns listade i Catalogue of Life.